# Mariangela Virgili
Pour les articles homonymes, voir Marie-Ange.
Mariangela Virgili (8 septembre 1661 - Ronciglione, 10 novembre 1734 - Ronciglione), est une laïque du Tiers-Ordre carmélite et mystique italienne. Très jeune, elle souhaite se faire religieuse, mais sa famille est trop pauvre pour lui payer la dot nécessaire pour son entrée au couvent. Adolescente elle doit travailler pour subvenir aux besoins de la famille. Mais quelques années plus tard, elle devient aveugle et ne peut plus travailler. Elle reste ainsi privée de la vue durant 11 années avant de guérir « miraculeusement ». Ayant retrouvé la vue, elle reprend ses tâches domestiques et développe une action caritative envers les plus pauvres.
Mariangela entre dans le Tiers-Ordre carmélite en 1700. Elle va alors développer une intense activité caritatives envers les orphelins et les jeunes filles « dites dévergondées » (à son époque). Elles les accueille et les loge chez elle. Elle fait venir différents religieux et religieuses pour fonder des écoles afin de donner une éducation aux enfants pauvres (particulièrement les filles). Elle assiste et soutient également les malades de l’hôpital ainsi que les prisonniers.
N'ayant pu entrer au couvent, elle transforme sa chambre en cellule de carmélite et vit dans sa maison comme une religieuse le ferait dans son couvent. Grande mystique, plusieurs miracles lui sont attribués par ses concitoyens et de nombreuses personnes viennent la consulter et lui demander conseil. Son décès en 1734 donne lieu a une forte dévotion populaire (les gens la considérant comme une sainte).
Son procès en béatification débute en 1778, mais se trouve interrompu par les troubles politiques liés à la révolution française. Lors de la reprise de la procédure de béatification, le Saint Office pose un véto bloquant ainsi la poursuite du procès. Jean-Paul II lève le véto du Saint Office en 1993. Depuis, la procédure de béatification se poursuit.

## Biographie

### Enfance
Mariangela Virgili est née à Ronciglione en Italie le 8 septembre 1661. Sa mère s'appelle Lucia Finis, et son père Séraphin Virgili est cordonnier. Mariangela est l'ainée d'une famille de 6 enfants. Elle est baptisée le 10 septembre.
À l’âge de six ans, Mariangela tombe gravement malade : elle est en proie à de violente poussées de fièvres qui se poursuivent durant six mois. De cette période, la petite fille gardera une fragilité et un état fiévreux. À l'âge de 8 ans, elle fait sa première communion, après quoi elle indique à son père son intention de devenir religieuse. Mais son père écarte cette option car la famille est trop pauvre, il lui aurait répondu : « Nous sommes pauvres, tu feras la moniale dans ta maison ! ».
Très tôt, Mariangela aide sa mère dans les travaux domestiques. Elle enseigne également le catéchisme aux plus petits. Pour l'année Sainte, en 1675, elle se rend à Rome en pèlerinage (à pied), avec son père. Pour gagner un peu d'argent, elle se fait embaucher comme ouvrière journalière à la campagne. Mais en 1679, après 3 ans de maladie, son père décède laissant la famille sans ressources. Mariangela devient soutien de famille et travaille encore plus pour rembourser les dettes liées à la maladie de son père, et nourrir sa famille. Elle tombe malade à son tour et perd la vue. Elle ne peut alors plus se faire embaucher. Mariangela reste aveugle durant 11 années, jusqu'à une guérison « miraculeuse », obtenue selon elle par l'intercession de saint Joseph. À la suite de cette guérison, elle reprend ses tâches domestiques et des actions de charité envers les plus pauvres.

### Religieuse à la maison
Mariangela écarte l'option du mariage et décide de consacrer sa vie à Dieu. Sans entrer dans un couvent, elle prononce les 3 vœux monastiques de pauvreté, de chasteté et obéissance. Elle prend pour directeur spirituel le père Carme Scipione Pironti. En 1686, celui-ci est remplacé par le père Jérôme Carignoni qui va diriger la jeune femme durant 11 années. Mariangela étant toujours aveugle à cette époque, le prêtre vient régulièrement à son domicile pour la réconforter et l’instruire sur la foi et sur la vie spirituelle Mariangela est dénoncée et accusée auprès de l'évêque de Sutri. Celui-ci la fait enfermer dans une maison de la ville durant 3 jours et 3 nuits. Après enquête, les accusations sont jugées calomnieuses et la jeune femme est libérée. . 
Mariangela, à l'âge de 36 ans est toujours analphabète. Comme elle a retrouvé la vue, elle décide d'apprendre à lire pour pouvoir lire des textes de Thérèse de Jésus et prier le petit office de la Sainte Vierge. Avec l’aide d’une jeune fille qui fréquente l’école, Mariangela apprend l’alphabet, puis, presque toute seule, apprend à lire.

### Entrée au Carmel
Le Père Jean-Dominique Bonfiglioli prend le relais de son accompagnateur spirituel (décédé) et la prépare en entrer dans le Tiers-Ordre carmélitain. Mais quelques frères carmes la trouvant trop jeune pour cet engagement, lui demandent de patienter quelques années. C'est en 1700, qu'elle revêt l’habit du Tiers-Ordre Carmélitain dans l’église Sainte-Marie du Peuple. En 1702, le Père Mendes, le Provincial, se déplace de Rome pour la cérémonie de ses vœux définitifs.
Bien qu'étant entrée dans le Tiers-ordre du Carmel, Mariangela souhaite toujours, au fond d'elle, devenir une carmélite. Elle se rend un jour au monastère de Sutri afin de solliciter son admission, mais elle essuie un refus du fait de l’insuffisance de ses ressources. Effondrée de chagrin, la jeune femme va pleurer dans l'église du couvent, devant un crucifix. Elle a plus tard raconté avoir entendu le Christ la consoler en lui disant : « Qu’un coin de ta maison te suffise comme cellule ! Ton monastère sera tout le peuple de Ronciglione ! ». Après quoi elle aménage dans sa maison une pièce avec des planches de bois pour lui servir d'ermitage, y passant les nuits en prière. Mariangela devient alors, comme on l'appelait à l'époque un « religieuse de maison ». Cette forme d'engagement religieux était très fréquent à cette période, surtout dans la région de Naples.

### Les Actions sociales
Après son entrée dans le Tiers-Ordre, Mariangela se consacre de plus en plus aux actions d’apostolat, et elle ne vit plus que d’aumônes. Elle s’occupe particulièrement de jeunes filles de mœurs dissipés. Elle les accueille dans sa maison, les traitant avec une tendresse maternelle. Ce faisant, elle s'attire les reproches « des gens biens » qui trouvent inconvenant le fait qu’elle reçoive chez elle « ces filles dévergondées », mais également les foudres des amants éconduits qui se retournent contre elle et parfois la menacent de mort (quand ils ne tentent pas carrément de la tuer). Avec ces jeunes filles, elle recueille et élève également dans sa maison de jeunes orphelins. Elle assiste les veuves et visite les malades dans les hôpitaux et à leur domicile. Elle s'intéresse également aux prisonniers de sa ville, et obtint des autorités qu'il leur soit donné un « traitement plus humain ». Elle obtient également de faire célébrer des messes en prison les jours de fête.
Souhaitant développer l'éducation des enfants, elle aide le Père Ricciotti à faire venir dans la ville des Prêtres de la doctrine chrétienne pour qu'ils ouvrent une école. En plus de leur première école, ces pères ouvriront également un collège.
En 1706, elle fait venir à Ronciglione, avec l'aide du vicaire de l'évêque, Rosa Venerini, pour ouvrir la première école publique gratuite pour jeunes filles. Elle fait également venir à Ronciglione les moniales de sainte Claire qui ouvrent un « Conservatoire » pour l’instruction et l'éducation des jeunes filles.

### La mystique
Mariangela a une grande dévotion pour la Sainte Vierge. Elle prie également pour les âmes du purgatoire. À cette fin, elle fonde deux associations de femmes engagées à prier et à offrir des sacrifices pour les âmes du purgatoire.
Les hagiographes de Mariangela rapportent qu'elle avait des « expériences mystiques d’union avec le Seigneur », et que dans une extase, « elle a vu le Christ la prendre pour épouse ». D'autres dons mystiques sont cités comme le don de prophétie, ou d'obtenir des miracles par sa prière. De nombreuses personnes viennent la voir pour obtenir des conseils ou des paroles de réconfort. Des pauvres viennent la consulter, mais également des évêques et des théologiens. Alors qu'elle était déjà malade, l’armée espagnole qui était en route vers Naples vient lui rendre visite. Mariangela instruit les soldats « sur les devoirs chrétiens de la vie militaire, en exhortant chacun à être davantage respectueux de la vie et des biens des plus faibles et notamment de l'Église ».

### Décès et funérailles
En 1728, Mariangela tombe malade et ne se relèvera plus jusqu’à sa mort. Elle meurt le 10 novembre 1734. Sa dépouille est exposée dans l’église Sainte-Marie du Peuple (du couvent des Carmes). Mais tous les habitants n'ayant pu l'approcher, ils enfoncent les portes de l'église « pour voir et toucher le corps de la sainte » obligeant les autorités à garder le corps exposé durant trois jours. Mariangela est ensevelie revêtue de son habit de tertiaire carmélitaine avec une couronne de fleurs sur la tête, un lis blanc à la main et une petite croix de bois sur la poitrine. Sur sa tombe, installée dans l'église du couvent, est gravé le texte : « A Mariangela Virgili, tertiaire carmélitaine de Ronciglione, ici ensevelie, les pauvres, les orphelins, les veuves posèrent cette stèle en souvenir de leur très charitable mère. Elle vécut 74 ans, mourut le 10 novembre 1734 ».

## Postérité

### Culte et Béatification

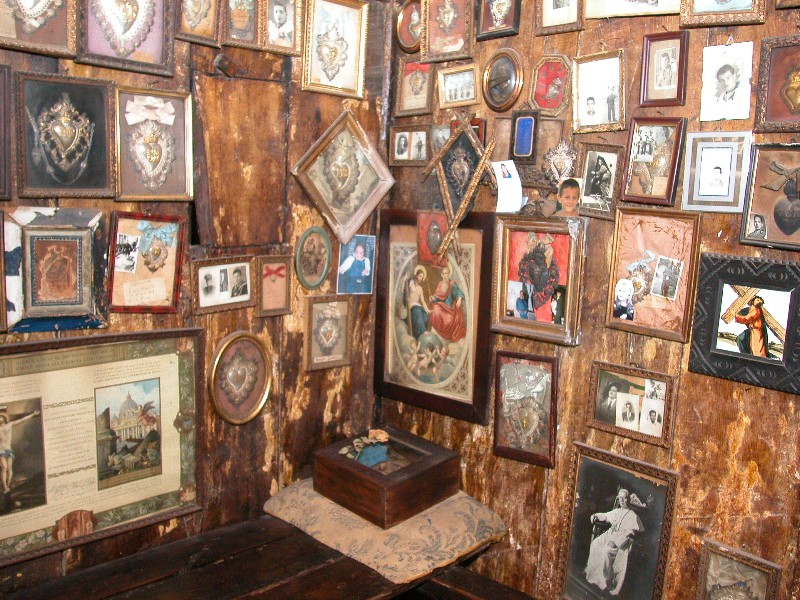
Série d'ex-votos exposés dans la maison musée de Mariangela Virgili.

Le procès en béatification débute le 11 février 1778 et se termine le 11 septembre 1793. Mais l'examen du dossier est perturbé par divers troubles  politiques, notamment ceux liés à la Révolution française. Néanmoins, les habitants de la ville, qui ne doutent pas de la sainteté de Mariangela, commencent très vite à la vénérer comme une sainte. La petite cellule où elle priait dans sa maison devient un lieu de prière et de dévotion. De nombreux ex-votos témoignent de la reconnaissance des chrétiens pour des « miracles » qu'ils lui ont attribués. Après quelques années d'accalmies politique, la cause en béatification de Mariangela est présentée à nouveau à Rome, mais elle est bloquée par un veto du Saint Office. La communauté chrétienne de Ronciglione, lance plusieurs actions afin de faire lever le veto. Celles-ci  échouent jusqu'en 1993, où Jean-Paul II lève le veto posé par le Saint Office, le 10 novembre 1993.
En 1996, le père carme Vincenzo Mosca devient le postulateur de la cause. Aujourd'hui le procès en béatification, toujours en cours, est soutenu par l'Association Culturelle Mariangela Virgili. Dans l’Église catholique, Mariangela a rang de serviteur de Dieu.

### Sépulture
À la suite de l'abandon de l'église des Carmes (où se situe la tombe de la carmélite), le 6 décembre 1922, les restes de Mariangela sont exhumés et transportés dans la chapelle du Christ mort de la cathédrale. Le 10 novembre 1999, une nouvelle tombe est érigée dans la cathédrale par des artistes et des sculpteurs de Ronciglione.

### Divers
En 1984, le 250e anniversaire de son décès donne lieu à Ronciglione à une semaine de festivités officielles dans toute la ville. À cette occasion, Mariangela Virgili est déclarée, par le conseil municipal, citoyenne illustre et émérite de la ville. Un petit livre est également publié pour faire mémoire de ces festivités.
En novembre 1986, des habitants de la ville de Ronciglione créent une association culturelle afin de promouvoir la mémoire de Mariangela Virgili. Cette association prend le nom de Associazione Culturale Mariangela Virgili. Depuis, cette association organise régulièrement diverses activités (concerts, repas, festivités) autour de la mémoire de Mariangela. Cette association porte également la demande en béatification de la carmélite.